# Учка (природний парк)
Природний парк Учка (хорв. Park prirode Učka) — один з природних парків Республіки Хорватія.
Утворений у 1999 році. Обіймає площу 160 км² на території гірських масивів Учка та Чичарія на півострові Істрія. Найвищі вершини на території парку — гори Вояк (1396 м) та Велі-Планік (1272 м).

## Флора і фауна
Для Учки притаманна значна різноманітність флори і фауни на відносно невеликій площі. У заповіднику мешкають такі ендеміки: учкарський звончич (Campanula tomassiniana), білоголовий сип (Gyps Fulvus) і сірий орел (Aguila chrysaetos). Загалом у заповіднику постійно мешкає понад 70 видів птахів, не враховуючи перелітних.

## Археологія
На території заповідника є кілька карстових печер, які зберегли сліди господарської діяльності людей 12 тисяч років тому. Найближче до заповідника місто — Опатія, інші місцеві поселення — Кршан, Ланіще, Ловран, Лукоглав, Матульї, Мощенічка-Драга славляться національною кухнею та ремеслами.